# Projektunterricht
Projektunterricht, auch Projektarbeit, bezeichnet allgemein eine Lehr- und Lernform, bei welcher der Projektgedanke die maßgebliche Rolle spielt. Es handelt sich um eine Erneuerungsidee, die mehr Lebensnähe, Problembewusstsein und interdisziplinäres Denken sowie Selbstständigkeit und Kooperationsbereitschaft der Lernenden anstrebt. Sie ist als Alternative zur theoretisch-intellektuellen Verengung der schulischen Bildung und als Reaktion auf den Frontalunterricht zu sehen und löste in der Schul- und Hochschuldidaktik wie in der Berufs- und Erwachsenenbildung seit den 1970er Jahren einen Reformschub aus.

## Begriff
Der Projektbegriff hat in seiner langen Geschichte sehr unterschiedliche Deutungen erfahren. Bei ihrer Neukonstituierung der Projektidee im didaktischen Lehr- und Lernbereich in den 1970er Jahren orientierten sich Warwitz und Rudolf an der ursprünglichen Wortbedeutung: „Das Wort ‚Projekt‘ leitet sich von lateinisch proiectum ab, Partizip Perfekt von proicere (= nach vorn werfen, vorhaben, planen, entwerfen). Der Begriff setzt damit ins Bild, dass ein Ziel ‚vorausgeworfen‘ wird, das man einzuholen bemüht sein will“. Die beiden Autoren verweisen weiterhin darauf, dass der lateinische Begriff proiectum, deutsch Projekt, sprachlich identisch ist mit dem Begriff Problem, der sich aus griechisch próblema (aus: probállein = vorauswerfen) herleitet. (S. 18/19) Damit verstehen sie historisch wortgetreu unter einem Projekt allgemein ein größeres Vorhaben mitsamt seiner Begründung, Zielplanung und praktischen Durchführung bzw. ein Problem, das es zu lösen gilt.
Ein solches Projekt wird im Lehr- und Lernbereich durch Zusatzbezeichnungen wie Projektunterricht oder Lernprojekt, im tertiären Bildungsbereich als Projektstudium, in außerunterrichtlichen Tätigkeitsfeldern etwa als Projektarbeit genauer etikettiert. Damit sind auch Aufgabenbereiche wie die Erwachsenenbildung, die außerschulische Jugendarbeit und berufliche Aufgaben erfassbar. Im Bildungsbereich sind im Weiteren auch Vorstufen des anspruchsvollen Projektunterricht wie Projektartiger oder Projektorientierter Unterricht üblich.
Der von William Heard Kilpatrick eingeführte Begriff project method und die deutsche Bezeichnung Projektmethode beschränken sich begrifflich auf einen didaktischen Teilbereich, das Wie des Vorgehens und die entsprechenden Organisationsformen. Karl Frey nimmt darauf ausdrücklich Bezug, indem er seinem Buch den Untertitel Der Weg zum bildenden Tun gibt. Das gesamte didaktische Aufgabenfeld bestimmt sich dagegen nach dem von Erich Weniger erarbeiteten Didaktikmodell durch das Wer (Akteure), das Was (Inhalte), das Warum (Begründungen), das Wozu (Zielsetzungen), das Wann (Zeitplanung) und das Wie (Methoden) eines Vorhabens.

## Zielprogrammatik
Die didaktische Entscheidung für die Form des Projektunterrichts unterliegt nicht dem Zufall oder einer methodischen Willkür. Sie ergibt sich aus einem Sachaspekt und aus einem Lernaspekt:
Der aufwendige Einsatz des Projektunterricht rechtfertigt sich einerseits aus der Absicht, ein komplexes Problem oder eine umfangreiche Aufgabenstellung, die sich mit den methodischen Möglichkeiten eines einzelnen Faches nicht mehr zufriedenstellend bewältigen lässt, mit Hilfe mehrerer Fachkompetenzen anzugehen. Dies geschieht im Wege einer Fächerkonzentration und eines interdisziplinären bzw. fächerverbindenden Unterrichts. Er begründet sich andererseits aus dem Anliegen, die Schüler ganzheitlicher, vielseitiger, problembewusster und effektiver zu fordern, indem mehrere Lernpotenzen aktiviert werden. Dies geschieht in Form des Mehrdimensionalen Lernens.

## Geschichte
Die Projektmethode reicht bis ins 16. Jahrhundert in Italien bzw. ins frühe 18. Jahrhundert in Frankreich zurück. Architekturstudenten erstellten progetti und an der Académie royale d’architecture in Paris sprach man von projets, wenn die Studenten selbstständig Pläne und Entwürfe für ein größeres Bauvorhaben anzufertigen hatten. Von den Bauakademien und technischen Hochschulen in Frankreich verbreitete sich die Idee des Lernens am Projekt nach Deutschland, Österreich, in die Schweiz und – Mitte des 19. Jahrhunderts – auch in die Vereinigten Staaten. Calvin M. Woodward von der Washington University in St. Louis übertrug den Projektgedanken von der Hochschule auf die Schule, Charles R. Richards Anfang des 20. Jahrhunderts auf die Elementarschule und Rufus W. Stimson auf die Berufsschule. Mit der Rezeption und Neubestimmung der Projektidee durch John Dewey und seinen Schüler William Heard Kilpatrick seit 1915 setzte sich die nun als project method bezeichnete Unterrichtsweise zunehmend im pädagogischen Raum durch.
Die Einflüsse der frühen Wurzeln auf die heutige Projektmethode sind bis heute umstritten. Was die Geschichte des Projektunterrichts offenbare, sei „die Einsicht, dass zu keinem Zeitpunkt eine einheitliche Theorie existierte, auf die sich heute noch uneingeschränkt berufen ließe.“
Anfang der 1970er Jahre erlebte der Projektunterricht eine Renaissance im Bildungswesen. Die didaktische Erneuerung wurde vor allem durch den Eindruck einer „Verkopfung“ der Schul- und Hochschulausbildung und das Bedürfnis nach mehr Lebensnähe und aktivem Einbezug der Lernenden in das Bildungsgeschehen ausgelöst. So entstanden an verschiedenen Hochschulen Zentren, die verstärkt an einer modernen Wiedergeburt der Projektidee arbeiteten wie an der Pädagogischen Hochschule Karlsruhe, an der Universität Hamburg oder der Universität Zürich.
Die Grundintention des Projektunterrichts war ursprünglich eine gesellschaftlich-politische. Der Projektgedanke bei John Dewey und William Heard Kilpatrick, deren Name heute mit der Projektmethode meist verbunden wird, war die Reaktion auf tiefgreifende gesellschaftliche Veränderungen, die eine Reform des Unterrichtens in Richtung problembezogener, lebensnaher Aufgabenstellungen und Arbeitsweisen vorantrieben.

## Merkmale des Projektunterrichts

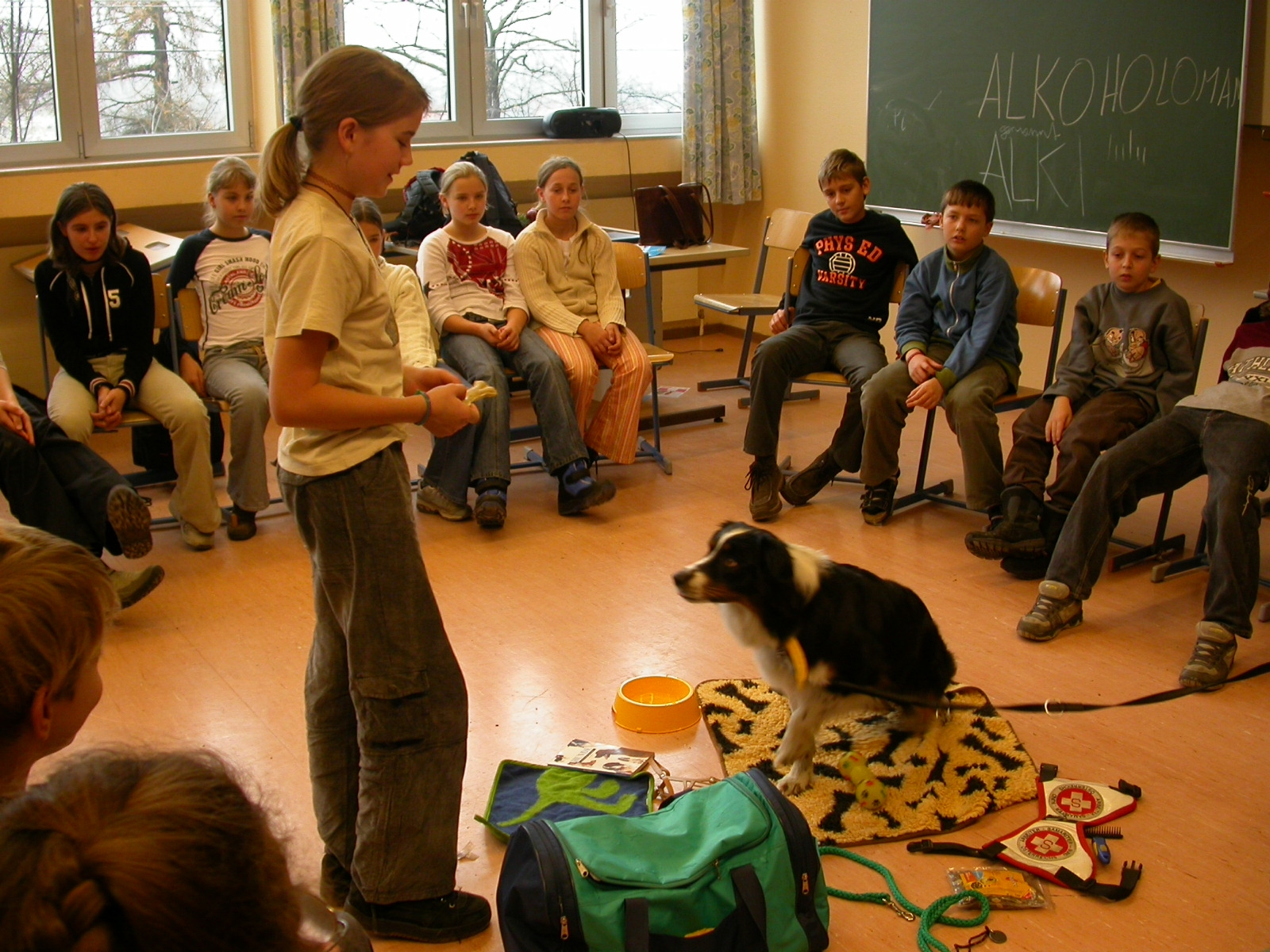
Durch Unterrichts-Projekte die Sinne ansprechen…

Aufgrund der Komplexität des Unterrichtsmodells und seiner langen internationalen Geschichte, aber auch wegen unterschiedlicher didaktischer Ansprüche an diese Form des Unterrichtens ist es bis heute nicht gelungen, eine einheitliche Definition zu finden. So wurde versucht, das Wesen eines Projektunterrichts wenigstens durch eine Reihe von Kriterien zu bestimmen, die das Arbeiten in Projekten von anderen Unterrichtsformen unterscheiden. Bei Durchsicht der einschlägigen Fachliteratur finden sich immer wieder einzelne Elemente wie
- Handlungsorientierung, wobei körperliche und geistige Arbeit gefragt sind und möglichst viele Sinne angesprochen werden sollen
- Selbstorganisation und Selbstverantwortung der Schüler
- Kooperatives Lernen (Teamwork)
- Situationsbezogenheit mit Verbindung zum wirklichen Leben und daraus resultierende praktische Erfahrungen
- Interessenbezogenheit
- Zielgerichtete Planung
- Interdisziplinarität
- Gesellschaftsrelevanz
- Ganzheitlichkeit: Das Projekt wird als Ganzes gesehen. Es wird nicht nur das Produkt gewertet, sondern der gesamte Arbeitsprozess zur Aufgabe gemacht.
- Produktorientierung
- Demokratische Unterrichtsgestaltung
- Einbezug außerschulischer Lernorte

Warwitz und Rudolf charakterisieren Projektunterricht in Abgrenzung von anderen Unterrichtsformen und methodischen Einzelelementen wie Freiarbeit, Offener Unterricht, Fächerverbindender Unterricht, Handlungsorientierter Unterricht, Gruppenunterricht, Schülerzentrierter Unterricht, Problemorientierter Unterricht, Entdeckendes Lernen, Selbstbestimmtes Lernen, Learning by Doing durch sieben Minimalanforderungen:
- Komplexität der Aufgabe
- Bedürfnisspannung der Beteiligten
- Bezug zur Lebensumwelt und gesellschaftliche Relevanz
- Mehrdimensionale Lernbeanspruchung
- Interdisziplinarität der Sachansätze
- Gemeinsame Planung, Durchführung und Auswertung
- Ziel- und Prozessorientierung

Der in den Schulen in der Regel praktizierte Projektorientierte Unterricht erfüllt dabei nur einige der Projektansprüche. Er gilt als Vorstufe und Lernweg des eigentlichen Projektunterricht und nimmt seinen Ausgang meistens von einem bestimmten Fach und seinen Anliegen aus: Projektorientierter Sportunterricht, Projektorientierter Mathematikunterricht.

## Lehrer-Schüler-Verhältnis
Eine Auseinandersetzung mit den oben aufgeführten Konstituenten der Projektarbeit verdeutlicht, dass auf Lehrer wie Schüler völlig neue Aufgaben zukommen, die sich wesentlich vom traditionellen Unterricht unterscheiden und sich auf das Lehrer-Schüler-Verhältnis auswirken. Die wechselseitigen Bezüge werden im Strukturmodell des sogenannten Didaktischen Dreiecks anschaulich verdeutlicht. Projektunterricht ist weder ein lehrerzentrierter noch ein schülerzentrierter, sondern ein sozialintegrativer Unterricht, bei dem gleichberechtigte, wenn auch unterschiedlich kompetente Partner miteinander an einem gemeinsamen Vorhaben arbeiten. Gleichzeitig wachsen beim Projektunterricht auf beiden Seiten wesentliche Potenziale und Möglichkeiten des Kompetenzerwerbs.
Für den Lehrer bedeutet der Projektunterricht zunächst einmal die Aufgabe seines Organisationsmonopols, was ihm aber die Möglichkeit verschafft, als Lernpartner für die Schüler seine pädagogische und fachliche Kompetenz verstärkt ins Spiel zu bringen. Die Schüler können mithilfe moderner Kommunikationsmittel, besonders des Internets, auf ein breites Spektrum an Wissen und Information zugreifen. Für den Fremdsprachenunterricht bedeutet dies, dass sich die Lehrerrolle vom Sprachvermittler zum Human Resource Manager entwickelt. Dennoch behält er als pädagogischer, fachlich professioneller und didaktischer Experte die Koordination und die letzte Verantwortung. Er muss erspüren, wann Interventionen notwendig sind und wann selbstbestimmtes Lernen gefragt ist. Legutke fasst diese Rolle im Term „der Lehrer als teilnehmender Leiter“ zusammen.
Bezogen auf die Schülerperspektive verwendet Legutke den Begriff leitender Teilnehmer und verdeutlicht somit, dass der Schüler aufgefordert ist, eine passiv-rezeptive Haltung aufzugeben und selbst aktiv zu werden, verschiedene Kompetenzen zu erwerben und diese dann auch einzusetzen. Die für und durch den Projektunterricht zu entfaltende Projektkompetenz ist als Überbegriff zu werten und schließt folgende Teilkompetenzen ein:
- Kooperationskompetenz in Verbindung mit der Arbeit in Teams und Gruppen
- Kommunikationskompetenz zum Herstellen und Pflegen von Kontakten, zur gemeinsamen Reflexion und Arbeit im Projekt
- Organisationskompetenz als Teil der Methodenkompetenz schon im Planungsprozess
- Produktionskompetenz hinsichtlich der zu erstellenden Produkte wie Texte, Videos, Fotos, Reportagen, Websites usw.
- Self-Access-Kompetenz, d. h. Fähigkeit zur Selbstbestimmung, Selbstreflexion und Verselbständigung der Schüler (Selbstwirksamkeit)
- Didaktische Kompetenz, die letztendlich darauf abzielt, dass Lernende selbst als Lehrende tätig werden, wenn sie ihre Produkte im Plenum oder sogar in der Öffentlichkeit präsentieren (vgl. auch Lernen durch Lehren).

Projekte fordern die ganze Persönlichkeit der Beteiligten. Die im Rahmen von Projekten erzielten Lerneffekte werden von der Forschung als besonders vielschichtig, tiefgehend und resistent gegen das Vergessen beschrieben. In der Folge der PISA-Studien, die erhebliche Lerndefizite bei deutschen Schülern aufgedeckt haben, erlebte der Projektunterricht erneut einen Aufschwung. Durch das Internet ließen sich dabei weitere Formen der Kommunikation außerhalb von Unterrichtsräumen nutzen und die für Projekte notwendige Arbeitskontinuität fördern.

## Phasen eines Projekts
Nach Emer/Lenzen gliedert sich der Ablauf eines einfachen schulischen Projekts in folgende Phasen:
- Initiierung – Der Sinn von Projektunterricht wird erläutert und Ideen für Projekte gefunden.
- Einstieg – Das ausgewählte Projekt wird in Gang gebracht.
- Planung – Es wird ausgehandelt, wer was, wann, wo, mit wem macht.
- Durchführung – Das Projekt wird praktisch ausgestaltet.
- Präsentation – Die Projektergebnisse werden vorgestellt.
- Auswertung – Die Projektergebnisse werden reflektiert.
- Weiterführung – Folgeprojekte werden angestoßen.

Nach Warwitz/Rudolf sollte ein erfolgversprechendes anspruchsvolles Projekt die folgenden sechs Phasen durchlaufen:
- Die Sondierungsphase

mit einer Erkenntnisgewinnung über die Schwierigkeit der Aufgabe, die Interessen, den Entwicklungsstand, das Vorwissen, das Sozialgefüge der Projektgruppe sowie die Finanzierungsgrundlagen
- Die Motivationsphase

mit dem gemeinsamen Produzieren von Ideen, der Schaffung einer tragfähigen Motivation und einer einvernehmlichen Zielvorstellung
- Die Planungsphase

mit der Festlegung der Teilziele, der Fächerbeteiligung, des Zeitrahmens, der Lösung letzter Fragen und Bedenken, dem Abschluss eines ‚Projektvertrags‘
- Die Vorbereitungsphase

mit der Geld- und Materialbeschaffung, der Gruppeneinteilung und Vergabe von Arbeitsaufträgen, der Aneignung notwendiger Fertigkeiten
- Die Realisierungsphase

mit der koordinierten Abwicklung als Projekttag oder Projektwoche, im Fächerverbund, in außerschulischer Kooperation
- Die Rückbesinnungsphase

mit der Dokumentation und Präsentation der Projektergebnisse, dem Erfolgsgenuss und der Selbstkritik sowie der Planung von Folgeprojekten
Die Gründlichkeit der einzelnen Phasenbearbeitung oder eventuelle Phasenverschmelzungen hängen von der Schwierigkeit und Bedeutung des jeweiligen Vorhabens ab.

## Themenfindung und Dokumentation
Themenfindung
Katz und Chard (2000, S. 220) empfehlen, bei der Themenfindung die folgenden Fragen zu beachten:
- Ist das Thema in der Umgebung direkt zu beobachten?
- Haben die Kinder Erfahrungen damit gemacht?
- Können die Sachverhalte des Themas von den Kindern selbst untersucht werden?
- Lassen die Möglichkeiten am Ort das Projekt zu?
- Können verschiedene Medien verwendet werden (Rollenspiel, Konstruktion, Fotos, Anschauungsmaterial usw.).
- Können die Eltern mitarbeiten?
- Ist das Thema für die „örtliche Kultur“ und gleichzeitig „allgemein kulturell“ angemessen?
- Es sollte viele Kinder interessieren oder vom Erwachsenen für die Entwicklung des Kindes als  wichtig eingeschätzt werden.
- Entspricht das Thema den lokalen Zielen der Einrichtung oder anderen Curricula?
- Sind genügend Möglichkeiten einzubauen, grundlegende Kompetenzen zu erwerben?
- Das Thema darf nicht zu stark eingeschränkt und nicht zu „vage“ sein.

Themen für außerschulische Projekttage
Für den Projektunterricht eignen sich auch mehrtägige Exkursionen oder thematisch zusammenhängende Schulfahrten. Geeignete Aktivitäten hierfür sind u. a.
- Landschulwochen mit Themenschwerpunkten etwa in Geographie oder Kartenkunde oder Vermessung
- Feldübungen im Bereich Biologie und Umweltschutz; hierfür bieten viele Naturschutzgebiete Unterstützung an, z. B. das Freilandlabor Kaniswall
- Politische Bildung zur Förderung der Jugendpartizipation und der Medienkompetenz – etwa durch Parlaments- und Redaktionsexkursionen, Projekte der ZeusMedienwelten, Interviews, Erarbeiten von Kurzvideos, Interviews oder internationale Kooperationen wie der Spurensuche
- Künstlerische Themen wie Theaterwerkstatt, Zirkusprojekte, Chor- oder Musikwochen.

Dokumentation des Projekts
Laut W. E. Fthenakis (2000, S. 231 f) trägt die Dokumentation zur Qualität des Projekts bei, denn:
- Das Lernen der Kinder wird verbessert. Das Wissen der Kinder wird vertieft. Lernprozesse werden gefestigt. Kinder werden „neugieriger, interessierter, zuversichtlicher“ (S. 231).
- Die Ideen und Arbeiten der Kinder werden ernst genommen.
- Die Evaluation und Planung des Projekts erfolgen gemeinsam mit den Kindern. Zwischendurch kann die Erzieherin die Arbeiten der Kinder durchsehen und den Stand der Entwicklung des Kindes differenzierter kennenlernen.
- Wertschätzung und Teilnahme der Eltern. Die Eltern können sich besser in die Lernprozesse ihrer Kinder hinein versetzen und den Stand ihrer Entwicklung besser verstehen.
- Die Erzieherin „entwickelt ein Forschungs- und Prozessbewusstsein“. Die Erzieherin kann ihre Methoden besser auf die Gruppe abstimmen und die damit verbundenen Lernprozesse bei den Kindern verbessern.
- Das Lernen der Kinder wird veranschaulicht.

## Beispiele für Projektunterricht
Der Projektgedanke ist vom Grundschulunterricht bis zur Hochschullehre realisierbar. Dabei sind allerdings didaktische und methodische Unterschiede zu beachten, die sich etwa aus der Altersstruktur, der Komplexität der Aufgabenstellung, dem Anspruchsniveau und der Lernerfahrung der Arbeitsgruppe ergeben. Die Lehr- und Lernkompetenz in der Unterrichtsform muss schrittweise angeeignet werden. Dabei kann der Weg von leichten zu schwierigeren, von einfachen zu komplexen Projekten oder von der Vorform des Projektorientierten zum „eigentlichen“ Projektunterricht unter seinen „harten“ Kriterien führen. Interessenlage und Themenstellung variieren auch entsprechend der Schulart, etwa der Allgemeinbildenden und der Beruflichen Schulen. Insofern können die nachfolgenden Hinweise nur von exemplarischer Natur sein. In der Fachliteratur, auf Videos und im Internet finden sich die Möglichkeiten von Projektunterricht zudem zahlreich dokumentiert.

### Grundschule (Primarbereich)
Das Fußgängerdiplom, ein Projekt zur Verkehrserziehung, ist ein klassisches Beispiel dafür, dass sich bereits mit Schulanfängern einfache fächerübergreifende Projekte gestalten lassen.
Unter der Zielsetzung, sich Verkehrsgefühl und Verkehrserfahrung selbst zu erarbeiten und die entsprechenden Fertigkeiten für den Erwerb des Fußgängerdiploms unter Beweis zu stellen, wird der Spielraum von den Kindern in einen Verkehrsraum verwandelt, werden Spielpartner zu Verkehrspartnern, Spielregeln zu Verkehrsregeln, Spielstrafen zu Verkehrsstrafen. Dies geschieht im Basteln eigener Verkehrszeichen, Erfinden eigener Regeln, Erkunden des realen Verkehrs, Ausprobieren von Kommunikationsformen, Reagieren auf Signale etc. Endprodukt ist ein selbstständig organisierter Kreuzungsverkehr mit eigenem Schutzmann und Drittklässlern als Radfahrern.
Das Schulwegspiel ist ein Brettspiel, das von den Kindern nach Erkundungsgängen des eigenen Schulwegs unter Betreuung durch eine sachkundige Lehrkraft miteinander entworfen, hergestellt und durch selbst erlebte und erdachte Aufgabenstellungen bereichert und spannend gemacht wird.

### Sonder- (Förder-)Schule
Auch an Sonder- bzw. Förderschulen wurden schon erfolgreich Unterrichtsprojekte durchgeführt. Ein Beispiel ist das Projekt „Raum und Stigmatisierung“. In ihm beschäftigen sich Schüler nach vorangegangenen Konflikten im Stadtteil mit ihren Erlebnissen, ihrer Stellung innerhalb der Gesellschaft, den Auswirkungen auf ihr Image und ihren Bildungschancen.

### Realschule (Sekundarstufe I)
Kajakbau und Kajakfahren ist ein anspruchsvolles Doppelprojekt, bei dem die Fächer Chemie, Physik, Technik und Sport mit ihren Fachkompetenzen einbezogen werden. Die Motivation der Realschüler zur Mitarbeit ist hoch, da jeder als Ergebnis seines Projekteinsatzes ein selbst gebautes, im Wasser erprobtes und im Umgang erlerntes eigenes Kajak erhält.
Die Integration ausländischer Mitschüler ist eine nach wie vor elementare Notwendigkeit zum Funktionieren eines erfolgreichen Klassenunterrichts für alle Beteiligten. Die schwierige Aufgabe ist nicht von einzelnen Fächern wie etwa dem Sport zu bewältigen, sondern muss ein Anliegen einer fächerverbindenden Initiative sein, die sich am besten in Form des Projektunterrichts realisieren lässt, wie dieses Projektbeispiel zeigt.
Auch für den gemeinsamen Unterricht von behinderten und nichtbehinderten Schülern ist Projektunterricht eine essentielle Unterrichtsform, um dem Anspruch des gemeinsamen Lernens am gemeinsamen Gegenstand (Georg Feuser) gerecht werden zu können.

### Gymnasium (Sekundarstufe II)
Die Erarbeitung eines Metapherlexikons der Sportsprache setzt die geistige Auseinandersetzung mit der bilderreichen Sprache des Sports in seinen verschiedenen Sportarten voraus. Viele der aus diesem Lebensbereich stammenden Sprachbilder haben Eingang in die Umgangs-, sogar in die Hochsprache gefunden und lohnen, in ihrem anschaulichen Bildwert wiederentdeckt und in einem selbst erstellten Wörterbuch lexikalisch aufgearbeitet zu werden. Der Deutschunterricht liefert dazu das Fachwissen zur Etymologie und zur Definition von Sprachbildern wie Sich eine Blöße geben, der Sportunterricht das Wissen zur Differenzierung von bildlichen Eigenarten und Unterschieden wie etwas durchfechten, etwas durchboxen oder sich zu etwas durchringen.

### Hochschule (Tertiärer Bildungsbereich)
Ritterleben auf einer Burg hieß das Leitthema eines Projekts, mit dem sich ein studentisches Seminar ein Semester lang intensiv befasste. Es ging konkret um die Ruine Neuscharfeneck in der Pfalz, deren wechselvolle Geschichte seit der Zeit einer keltischen Ringburg aufgearbeitet, deren bauliche Einrichtungen und Veränderungen recherchiert wurden. Die einstmaligen Lebensformen sollten möglichst geschichtsgetreu rekonstruiert und nachvollzogen werden. Die Arbeitsgruppen befassten sich zudem mit althochdeutschen und mittelhochdeutschen Texten, besorgten sich beim Theater Karlsruhe historische Ritterkleidung, verfassten dazu ein mittelalterliches Theaterstück um den sagenhaften Ritter Einaug, erkundeten die Musik, die Tänze und Spiele der Zeit, um sie bei einem abschließenden Wochenende auf der Burgruine unter mittelalterlicher Verpflegung und Lebensweise neu ins Leben zu rufen. Das Projekt wurde in einem 40-minütigen Videofilm bildlich dokumentiert und in einer Begleitbroschüre von 74 Seiten selbstkritisch aufgearbeitet.

### Schule und Hochschule (Bildungsverbund)
Ein hoch komplexes und entsprechend schwer zu organisierendes Projekt entsteht aus der didaktischen Aufgabe, nicht nur mehrere Fachkompetenzen, sondern auch noch unterschiedliche Institutionen und deren Fachvertreter in eine Kooperationsgemeinschaft zu bringen. Solch eine Situation ergibt sich etwa aus der ausbildungstechnischen Notwendigkeit, Studierende bei der Realisierung eines anspruchsvollen Projekts bis in die Schulrealität und die Öffentlichkeit zu begleiten. Es geht um die Zusammenarbeit unter einem gemeinsamen Projektziel von Hochschullehrern, Lehrern, Studenten und Schülern bei unterschiedlichen Ausbildungsabsichten: Die Studierenden und Lehrer sollen das Lehren in Projekten, die Schüler mehr das Lernen in Projekten lernen. Aus der Medienreihe Projektunterricht in Schule und Hochschule seien dazu zwei Beispiele genannt:
Erlebnis Dschungel ist ein Projekt, bei dem den Schülern dieser ihnen zunächst ferne Lebensraum zum Entdecken freigegeben wird. Sie sollen die geografischen Dschungelregionen kennenlernen und mit den klimatischen Verhältnissen, mit der Tier- und Pflanzenwelt und mit den Menschen vertraut werden, die dort leben. Sie sollen dies jedoch nicht nur über ein kopfbestimmtes Verständnis und auf rezeptivem Wege, sondern durch eigene Erkundungsgänge und praktisches Erleben.
Die Studierenden haben die Aufgabe, die entsprechenden Lerngelegenheiten, Materialien und Orte zu finden, aufzubereiten und erlebbar zu machen. Schlussszenario des Projekts ist das gemeinsame Leben und Bewegen in einer in Gänze zu einer Dschungellandschaft ausgestalteten Sporthalle mit Klettermöglichkeiten, Verkleidung, Tanzvorführungen und Quizanforderungen.
Robin Hood ist ein weiteres Projekt aus dieser Reihe unter prinzipiell ähnlicher Zielsetzung: Die Kinder zweier dritter Klassen sollen die Zeit von Richard Löwenherz näher kennenlernen und sich spielerisch in die Zeit hineinleben. Der Bruderzwist im englischen Königshaus und die Turbulenzen der Kreuzritterepisode lassen sich dabei anhand der für Kinder attraktiven Geschichte von Robin Hood gut herausarbeiten. Nach den Vorbereitungen im Schulbereich vollzieht sich der eigentliche Projektablauf in kleinen Blockhütten im Pfälzerwald unterhalb der Ruine Lindelbrunn. Dabei wird der Wald um die Burg entdeckt. Die Ruine wird wieder zur Burg. Sie erfüllt sich mit Leben und Spielen und Abenteuern. Auch hier darf ein Theaterstück mit einem Preisschießen mit selbst gefertigten Bögen natürlich nicht fehlen.

## Staatliche Besonderheiten

### Deutschland
Anfang der 1970er Jahre erlebte der wiederentdeckte und didaktisch erneuerte Projektunterricht zunächst im Hochschulbereich und dann auch in den Schulen einen Aufschwung. Es ging darum, nach einer zunehmenden Kopforientierung des Lernens wieder den ganzen Menschen in die Lernprozesse einzubeziehen und aus der verengenden Fachorientierung wieder mehr die komplexe Lebensrealität in den Blick zu nehmen. Mit dem Projektunterricht trat das fächerübergreifende Arbeiten vermehrt neben den reinen Fachunterricht, wurden fächerintegrative Studiengänge gestaltet und außeruniversitäre und außerschulische Lernorte im Sinne einer größeren Lebensnähe in die Ausbildung einbezogen. Dabei eilte die hochschuldidaktische Wirklichkeit der Fixierung in den Lehrplänen voraus. So wurde etwa die Ausbildung von Rettungsschwimmern in Karlsruhe unter Beteiligung der Fächer Sport, Biologie und Technik in Projektform organisiert, wurden fächerübergreifende Vorhaben wie die Erarbeitung eines Spielbuchs, eines Trainingsbuchs oder eines Metaphernlexikons in Kooperation der Fächer Deutsch und Sport durchgeführt. Die Curricula näherten sich allmählich dem Sachstand an: Charakteristisch für die pädagogische Arbeit in der Grundschule ist Unterricht, der … auch im Fachunterricht übergreifende Aspekte berücksichtigt und in besonderen Fällen die Aspekte verschiedener Fächer in Unterrichtsprojekten konzentriert. Seit Mitte der 1970er Jahre wurde dann an den Pädagogischen Hochschulen in Baden-Württemberg ein sogenannter Musisch-Ästhetischer Gegenstandsbereich vorbereitet, der die Fächer Sport, Musik und Kunst umfassen und in der Grundschullehrerausbildung das reine Fachstudium auch offiziell ersetzen sollte. Er wurde 1979 lehrplanmäßig verankert. Daneben entstand ein zweiter Gegenstandsbereich für die Fächer Hauswirtschaft und Technisches Werken.

### Österreich
Seit dem Grundsatzerlass zum Projektunterricht (BMBWK-Rundschreiben Nr. 44/2001) gilt Projektunterricht in Österreich als besonderes Bildunganliegen.

### Schweiz
An Schweizer Gymnasien wird bei der abschließenden Maturaarbeit ein von den Maturanden selbst gewähltes Projekt definiert und entsprechend den Grundzügen wissenschaftlichen Arbeitens ausgearbeitet.
Zur Vorbereitung auf die Maturaarbeit wurde an Gymnasien und Weiterbildungsschulen in Basel das nicht promotionsrelevante Grundlagenfach Lernen am Projekt (LaP) auf die Stundentafel gesetzt. Schüler wählen (gegebenenfalls auch gruppenweise) ein Thema, verfassen die Arbeit gemäß bestimmten Richtlinien und stellen diese, ähnlich wie bei der Maturaarbeit, in einer Präsentation vor.
In einigen Kantonen, so zum Beispiel Luzern, Obwalden und Zürich, gibt es im 9. Schuljahr das „Fach“ Projektunterricht (PU). Die Projektmethode wird in Gruppenprojekten und Einzelprojekten aufgebaut und geübt. Gegen Ende des Schuljahres machen die Lernenden eine Abschlussarbeit, die auch im Zeugnis aufgeführt wird.
Schweizer Hochschulen, wie zum Beispiel die ETH Zürich, fördern aktiv die projektbasierte Lehre durch die Einrichtung eines dedizierten Student Project House und die ETH Woche.